# アクトベ州
アクトベ州（アクトべしゅう、カザフ語: Ақтөбе облысы、ロシア語: Актюбинская область）は、中央アジアのカザフスタンの州の1つ。州都はアクトベ。面積は州の中で最も大きい。
北はロシアのシベリア連邦管区に、東はウルタウ州とコスタナイ州とクズロルダ州に接し、西は西カザフスタン州とマンギスタウ州とアティラウ州に接する。